# هتل ریتز پاریس
هتل ریتز پاریس (انگلیسی: Hôtel Ritz Paris) هتلی در مرکز پاریس، فرانسه است.
این هتل که در کنار میدان واندوم قرار دارد در سال ۱۸۹۸ میلادی تأسیس شده و دارای ۷۱ اتاق و ۷۱ سوئیت شامل ۱۶ سوئیت لوکس و ۳ رستوران می‌باشد. هتل ریتز توسط سزار ریتز هتلدار سوئیسی و با همکاری سرآشپز فرانسوی اوگوست اسکوفیه بنیان نهاده شده.

## نگارخانه

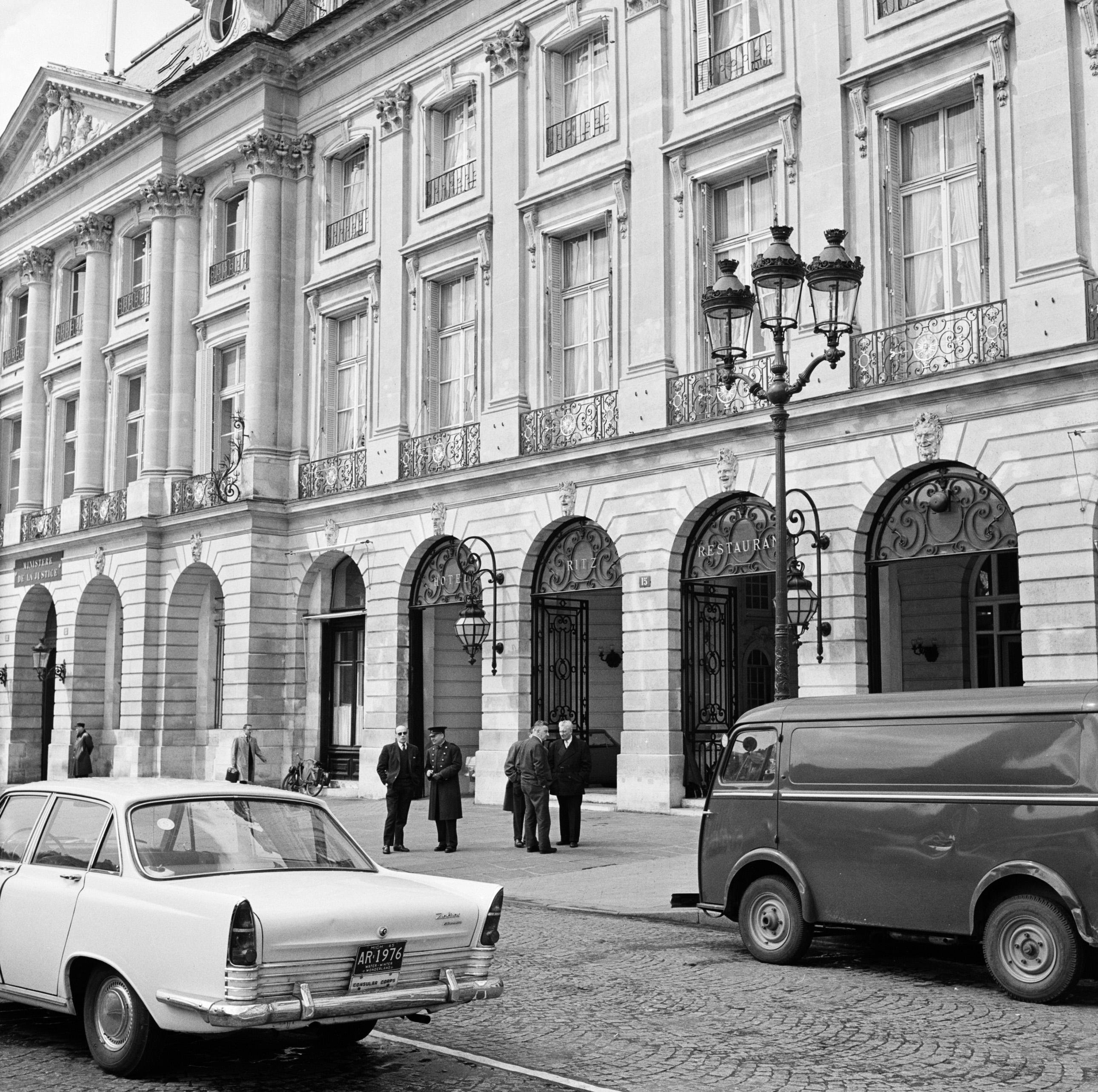
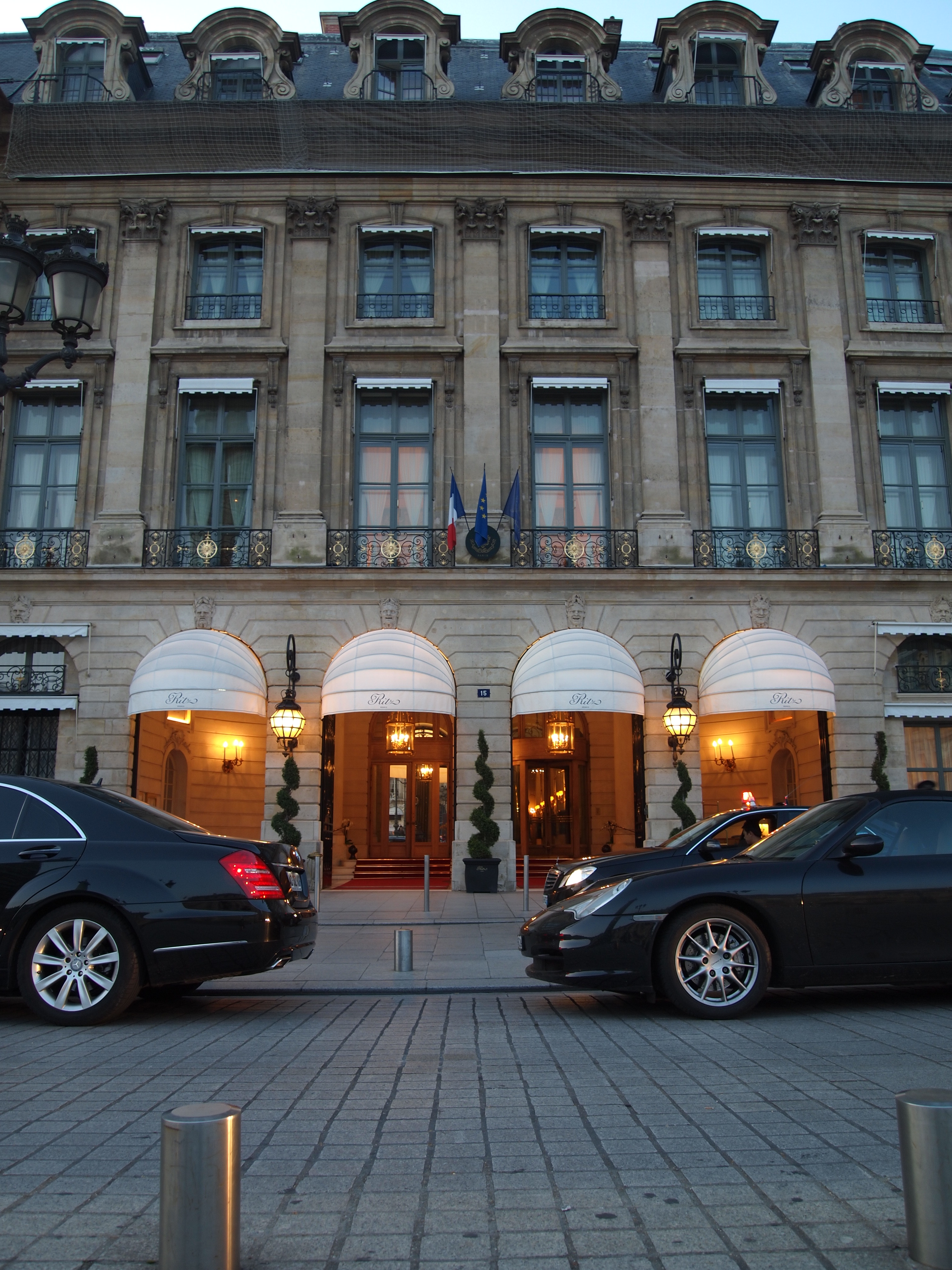
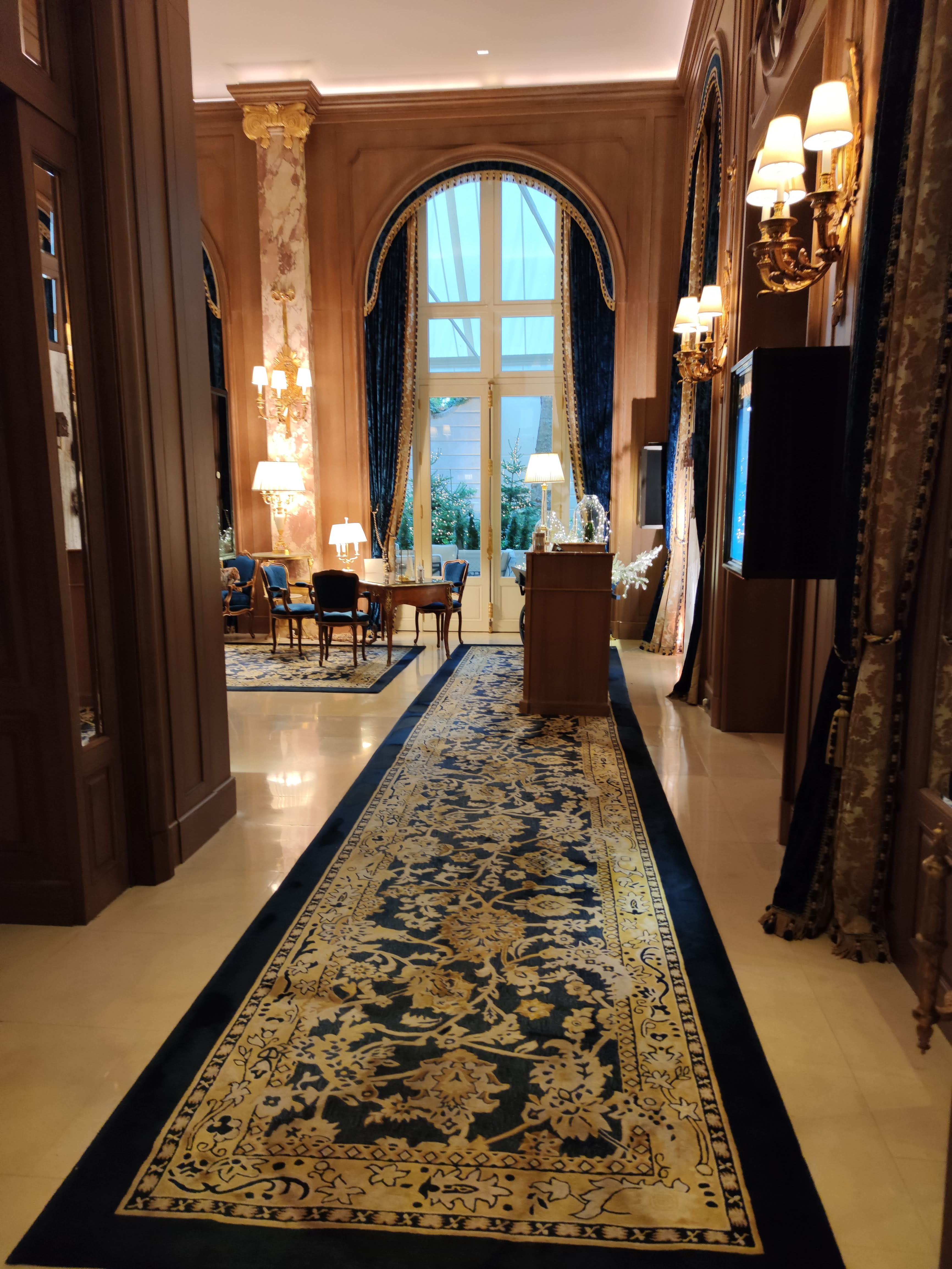
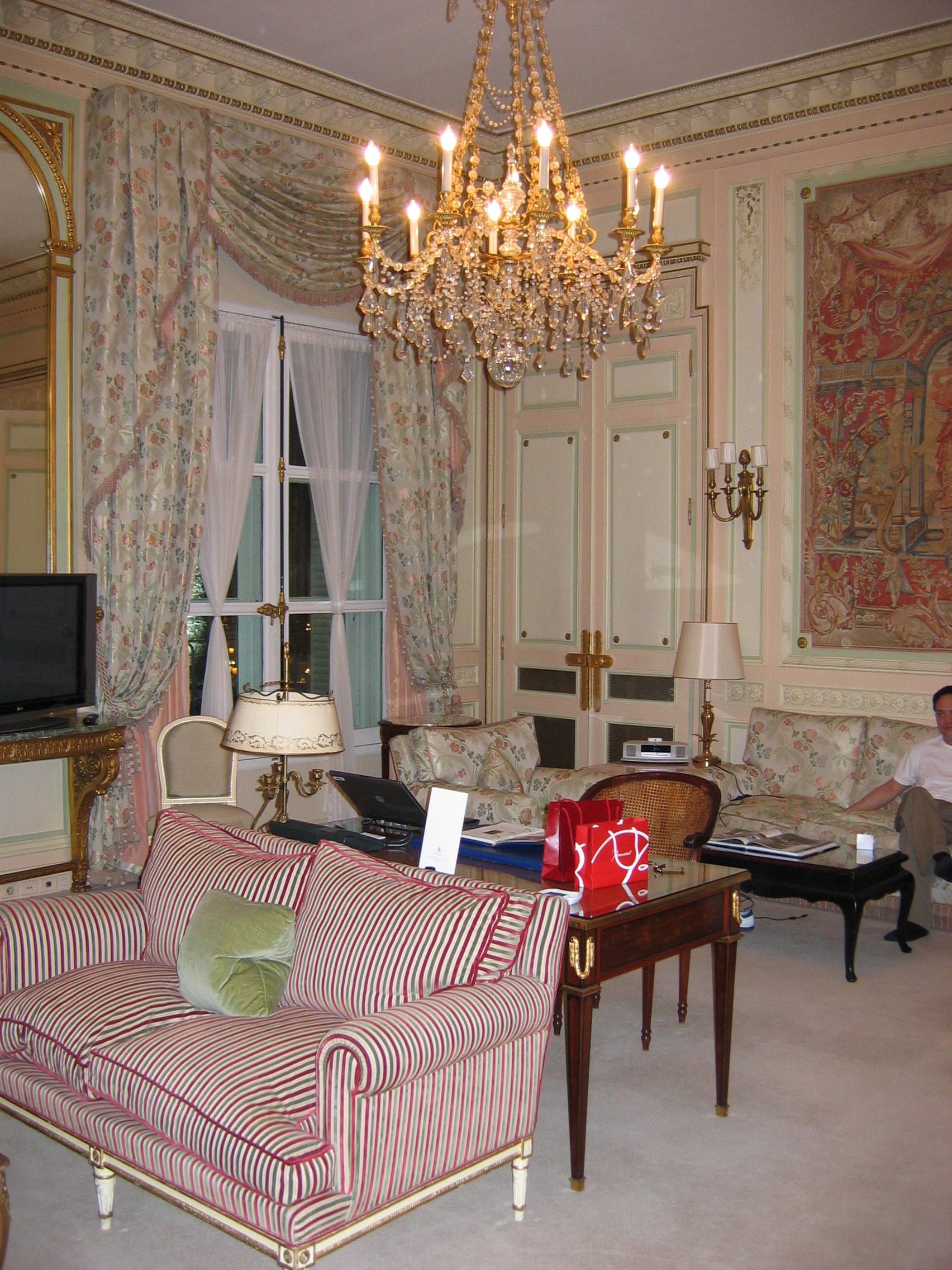